# علامت برای کمک
1. کف دست رو به دوربین، شست را به داخل خم کن،
2. سپس با چهار انگشت دیگر شست را بپوشان و قفل کن.

سیگنال کمک:

سیگنال درخواست کمک (یا سیگنال کمک در برابر خشونت خانگی) یک حرکت تک‌دستی است که می‌تواند در تماس تصویری یا حضوری توسط یک فرد استفاده شود تا به دیگران هشدار دهد که احساس تهدید می‌کند و نیاز به کمک دارد. این علامت در اصل به‌عنوان ابزاری برای مقابله با افزایش موارد خشونت خانگی در سراسر جهان ایجاد شد که به اقدامات قرنطینه و خودایزوله‌سازی مرتبط با همه‌گیری کووید-۱۹ مربوط بود.
سیگنال کمک با بالا گرفتن یک دست، خم کردن شست به داخل کف دست و سپس تا کردن چهار انگشت دیگر روی شست (به‌طور نمادین به دام انداختن شست توسط بقیه انگشت‌ها) اجرا می‌شود. این حرکت به‌طور عمدی به‌عنوان یک حرکت پیوسته طراحی شده، نه یک علامت ثابت، تا به‌راحتی دیده شود.
سیگنال کمک توسط بنیاد زنان کانادا طراحی و در ۱۴ آوریل ۲۰۲۰ معرفی شد. به‌زودی از طریق پلتفرم ویدیویی تیک‌تاک گسترش یافت و توسط شبکه بین‌المللی زنان پذیرفته شد. این اقدام از سوی رسانه‌های کانادایی و بین‌المللی به‌عنوان راه‌حلی مدرن برای مقابله با افزایش خشونت خانگی مورد تحسین گسترده قرار گرفت.
با توجه به نگرانی‌ها مبنی بر اینکه ممکن است آزاردهندگان از چنین کمپین‌های آنلاین گسترده‌ای آگاه شوند، بنیاد زنان کانادا و سازمان‌های دیگر توضیح دادند که این علامت «چیزی نیست که روز را نجات دهد» بلکه صرفاً ابزاری برای کمک گرفتن است.
هدف کمپین این است که علامت به معنای «با خیال راحت با من تماس بگیر» باشد و توصیه می‌شود اگر کسی در تماس تصویری این علامت را دید، از طریق روشی دیگر (مثل پیامک یا ایمیل) با فرد تماس بگیرد و بپرسد چه نیازی دارد. کمپین توصیه می‌کند فقط زمانی با خدمات اضطراری تماس گرفته شود که فرد سیگنال‌دهنده صریحاً چنین درخواستی کند. پرسیدن سؤالات بله-خیر خطر را کاهش می‌دهد و پاسخ دادن را برای فرد آسان‌تر می‌کند.

## اقدامات
بسیاری از کاربران شبکه‌های اجتماعی می‌گویند که پس از گزارش خشونت خانگی و با رسیدن پلیس، قربانیان آنها را مواخذه کرده و می‌گویند که در زندگی‌شان دخالت نکنند و به همین خاطر ترجیح می‌دهند که حتی با مشاهده آزار و اذیت خانگی با مراجع قانونی تماس نگیرند. به عقیده کارشناسان، قربانیان این نوع خشونت‌ها به قدر آسیب پذیر و دچار ترس هستند که نمی‌توانند در لحظ واکنش مناسب نشان دهند. گزارش این آزارها توسط اطرافیان و آشنایان می‌تواند از وقوع اتفاقات منجر به آسیب شدید جسمانی یا حتی مرگ جلوگیری کند.
اما در مواردی که خود این افراد با رساندن علامت درخواست می‌کنند جای هیچ شک و شبهه‌ای باقی نمی‌ماند. آندرئا گانراج، بنیاد زنان کانادا می‌گوید وقتی این علامت دست را از سوی دوست، آشنا یا همراهی در شبکه‌های اجتماعی مشاهده کردید، قبل از تماس با پلیس با کم خطرترین راه ممکن با خود او تماس برقرار کنید. این تماس می تواند از طریق اس‌ام‌اس یا پیام‌رسان‌ها باشد. وی توصیه می‌کند که با دریافت این علامت به قربانی اطمینان قلبی دهید و از او بپرسید که چه کاری برایش می‌توانید انجام دهید؛ از او بپرسید آیا می‌خواهد با پلیس تماس بگیرید یا تمایل دارد که به مراکز اورژانس اجتماعی و پناهگاه قربانیان خشونت خانگی اطلاع دهید
اگر شما چنین علامتی را از سوی یک قربانی خشونت خانگی در ایران دریافت کردید و یا خودتان به نحوی از آن مطلع شدید می‌توانید با اورژانس اجتماعی ۱۲۳ تماس بگیرید.